# Roms sju kullar
Staden Rom är byggd på sju kullar.

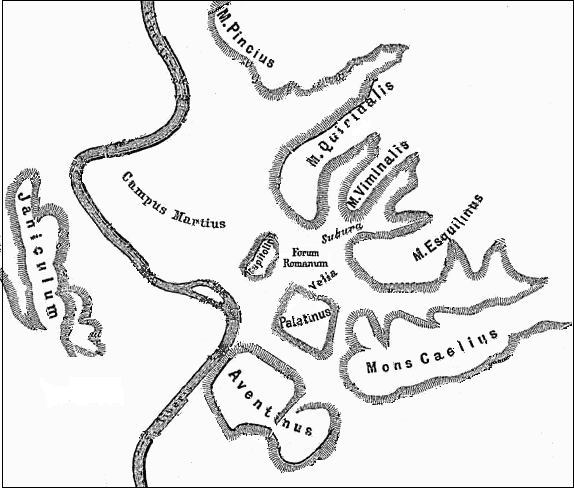
Roms sju kullar.

Roms sju kullar, alla öster om Tibern, utgör hjärtat av Rom. De har spelat en mycket viktig roll i romersk mytologi, romersk religion och i politiken i det antika Rom som av tradition grundades av Romulus på kullen Palatinen.

## De sju kullarna
- Aventinen (Mons Aventinus)
- Caelius (Mons Caelius)
- Capitolium (Mons Capitolinus)
- Esquilinen (Mons Esquilinus)
- Palatinen (Mons Palatinus)
- Quirinalen (Collis Quirinalis)
- Viminalen (Collis Viminalis)

Schematisk karta över Roms sju kullar.

Roms sju kullar är egentligen mer ett begrepp än en geografisk angivelse. Begreppet stammar troligen från en mycket gammal romersk religiös fest, Septimontium (de sju kullarna), som eventuellt är ännu äldre än staden Roms grundläggning 753 f.Kr. Festen ägde rum i december månad och var ursprungligen förbehållen de så kallade Montani, som ansågs vara invånare av Roms ursprungliga distrikt. Vissa har rentav hävdat att Septimontium var ett äldre namn på det samhälle som senare blev Rom. Vilka distrikt Septimontium omfattade nedtecknades i ett antal romerska texter. 

## Fler kullar
Även andra kullar har omnämnts som viktiga. En lista på åtta sådana inkluderade – förutom Palatinen och Caelius – Oppius, Cispius och Fagutal (delar av Esquilinen,), Velia och Germalus (en av Palatinens tre höjdsträckningar, den förstnämnda belägen mellan Oppius och Palatinen) samt Suburra. Bland dessa åtta räknades då Suburra (antikens Subura) som mindre viktig då det var ett stadsdistrikt, ingen höjd; de sju övriga namnen är höjder eller åtminstone olika delar av en och samma höjd.
Ännu mer förvirrande blir det av att en rad romerska källor anger sju andra namn – de klassiska Palatinen, Quirinalen, Aventinen, Caelius, Viminalen och Esquilinen samt Janiculum.
Andra kullar eller höjder i dagens Rom, som aldrig inräknats bland "de sju kullarna", är Pincio, Monte Mario och Vatikankullen. En kulle som skapats under Roms framväxt är Monte Testaccio.